# Inez Haynes Irwin
Inez Haynes Irwin (Río de Janeiro, 2 de marzo de 1873-25 de septiembre de 1970) fue una autora feminista estadounidense, periodista, miembro del partido de las Mujeres Nacionales, y presidenta del Gremio de Autores. Muchos de sus trabajos estuvieron publicados bajo su nombre anterior Inez Haynes Gillmore. Escribió más de 40 libros y fue una activista del movimiento sufragista en los inicios de 1900. Irwin fue una "mujer rebelde y audaz", pero se refería así misma como "la más tímida de los seres creados".

## Biografía
Inez Haynes nació el 2 de marzo de 1873, en Río de Janeiro, Brasil, fruto de la unión de Gideon Haynes y Emma Jane Hopkins Haynes. Sus padres eran de Boston, en los Estados Unidos, pero estuvieron en Brasil debido a los problemas empresariales de su padre. Su madre, fue la segunda esposa de su padre, veinticuatro años más joven que él, y tuvo que criar a una familia con 17 hijos (10 de los cuales eran suyos). La familia regresó a Boston donde Inez Haynes se crio. Asistió a cuatro escuelas públicas, y después a Radcliffe College entre 1897 y 1900. En aquel tiempo Radcliffe era un "centro de sentimiento sufragista", e Inez Haynes con Maud Wood Park fundaron la College Equal Suffrade League la cual se convertiría más tarde en la National College Equal Suffrage League.

## Trayectoria
Inez Haynes asumió el apellido de su marido al casarse en agosto de 1897 con el editor Rufus H. Gillmore. Los Gillmore visitaron la Europa de la preguerra donde conocieron a revolucionarios rusos y pintores impresionistas franceses. Aunque su marido apoyaba su feminismo, más tarde se divorciaron. 
Publicó su primera novela, June Jeopardy, en 1908 y poco después se convirtió en editora de ficción para The Masses, una revista mensual de izquierdas. Amiga íntima de la escritora feminista americana Mary MacLane, esta incluyó su retrato a color en sus artículos periodísticos en Butte, Montana, en 1910.
En enero de 1916 se casó con el escritor William Henry Irwin, y su nombre cambió a Inez Haynes Irwin, a pesar de que continuó publicando bajo su nombre anterior, Inez Haynes Gillmore. Los Irwin pasaron el verano de principios del siglo XX en Scituate, Massachusetts. Durante la Primera Guerra Mundial vivieron en Europa donde ella trabajó como corresponsal de guerra en Inglaterra, Francia e Italia. Inez Haynes calculó que entre 500 000 y 750 000 mujeres fueron asesinadas en la guerra.
Inez Haynes fue una dirigente feminista y una activista política que fundó y perteneció a varias asociaciones. Fue miembro del Consejo consultivo National Advisory Council of the National Women's Party y escribió la biografía del Partido, La Historia del partido de las Mujeres, en 1921. También escribió una historia de mujeres estadounidenses, Ángeles y Amazonas: Cien Años de Mujeres americanas (1933).

### Carrera de escritora
Además de las obras de no ficción mencionadas anteriormente, publicó más de 30 novelas, incluyendo Angel Island (1914), una novela que trata sobre un grupo de hombres que naufragan en una isla ocupada por mujeres aladas. Ese mismo año, el New York Times lo describió como "un libro decididamente inusual" que es "parte alegoría, parte cuento de hadas, parte realista". La crítica del periódico elogió a Haynes Gillmore por su tratamiento de los sexos, subrayando que no menosprecia a uno a expensas del otro. Agregó que gran parte del texto está en un "alto nivel poético", y que es una novela de "verdades sonoras, prosaicas" y "altos ideales y bellas imaginaciones.
Angel Island fue reimpreso en la edición de febrero de 1949 de Famous Fantastic Mysteries, y nuevamente en 1978 por Arno Press. Se volvió a publicar en 1988 como "clásico de literatura feminista temprana" con una introducción de la escritora de ciencia ficción y fantasía Ursula K. Le Guin. Su ficción a menudo abordaba asuntos feministas y la difícil situación de las mujeres, incluyendo el divorcio, la maternidad soltera y los problemas en el lugar de trabajo.
Su serie de 15 libros para Maida la escribió durante 45 años, y cuenta la historia de una chica en edad escolar cuya madre ha muerto y cuyo padre es muy rico.
También escribió cuentos para revistas y con uno de ellos, "The Spring Flight," ganó el premio O. Henry Memorial Prize en 1924.
Al quedarse viuda en 1948 volvió a Scituate, donde vivió hasta su muerte a la edad de noventa y siete, el 25 de septiembre de 1970.

## Asociaciones
- Author's Guild of America, vicepresidenta, 1930–1931; presidenta, 1931–1933
- National Collegiate Equal Suffrage League, cofundadora.
- Presidenta de la Junta Directiva del World Center for Women's Archives, 1936–1938/1940.
- Miembro del American committee of Prix Femina, 1931–1933

## Premios
- O. Henry Award, 1924 – por su cuento, The Spring Flight.[2]

## Selección de trabajos

### Novelas[2]
- June Jeopardy, Huebsch, 1908.
- Phoebe and Ernest, Holt, 1910 – Ilustrada por R. F. Schabelitz.
- Janey: being the record of a short interval in the journey through life and the struggle with society of a little girl of nine, Holt, 1911.
- Phoebe, Ernest, and Cupid, Holt, 1912 – Ilustrada porR. F. Schabelitz.
- Angel Island, Holt, 1914 – reimpresa en, Arno, 1978; nueva edición, NAL Plume, 1988 con una introducción de Ursula K. Le Guin.
- The Ollivant Orphans, Holt 1915.
- The Lady of Kingdoms, George H. Doran, 1917.
- The Happy Years, Holt, 1919.
- Out of the Air, Harcourt, 1921.
- The Lost Diana (novella), Everybody's Magazine, junio 1923.
- Discarded, serializada en The American Magazine, mayo–noviembre 1925.
- Gertrude Haviland's Divorce, Harper, 1925.
- Gideon, Harper, 1927.
- P.D.F.R.: A New Novel, Harper, 1928.
- Family Circle, Bobbs-Merrill, 1931.
- Youth Must Laugh, Bobbs-Merrill, 1932.
- Strange Harvest, Bobbs-Merrill, 1934.
- Murder Masquerade, H. Smith & R. Haas, 1935.
- Little Miss Redhead, Lothrop, 1936 – Ilustraciones propias.
- The Poison Cross Mystery, H. Smith & R. Haas, 1936.
- A Body Rolled Downstairs, Random House, 1938.
- Many Murders, Random House, 1941.
- The Women Swore Revenge, Random House, 1946.

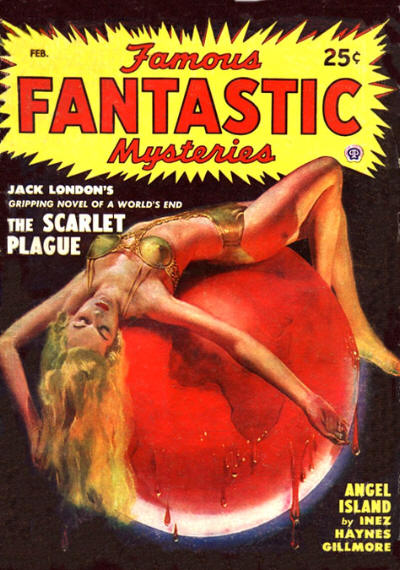
Angel Island fue reimpreso en la edición de febrero de 1949 de Famous Fantastic Mysteries

### Libros de Maida[2]
- Maida's Little Shop, Grosset & Dunlap, 1909.
- Maida's Little House, Grosset & Dunlap, 1921.
- Maida's Little School, Grosset & Dunlap, 1926.
- Maida's Little Island, Grosset & Dunlap, 1939.
- Maida's Little Camp, Grosset & Dunlap, 1940.
- Maida's Little Village, Grosset & Dunlap, 1942.
- Maida's Little Houseboat, Grosset & Dunlap, 1943.
- Maida's Little Theater, Grosset & Dunlap, 1946.
- Maida's Little Cabins, Grosset & Dunlap, 1947.
- Maida's Little Zoo, Grosset & Dunlap, 1949.
- Maida's Little Lighthouse, Grosset & Dunlap, 1951.
- Maida's Little Hospital, Grosset & Dunlap, 1952.
- Maida's Little Farm, Grosset & Dunlap, 1953.
- Maida's Little House Party, Grosset & Dunlap, 1954.
- Maida's Little Treasure Hunt, Grosset & Dunlap, 1955.

### Cuentos[2]
- "The Father of His Son", Everybody's Magazine, julio 1904.
- "A Doorstep Introduction", Pearson's Magazine, noviembre 1904.
- "Love Me, Love My Dog", Pearson's Magazine, noviembre 1904.
- "The Start", Everybody's Magazine, diciembre 1904.
- "The Matchbreakers", Hampton's Broadway Magazine, noviembre 1908.
- "The Eternal Challenge", Everybody's Magazine, enero 1912.
- "With Pitfall and With Gin", Pictorial Review, febrero 1912.
- "The Woman Across the Street", Ladies' Home Journal, septiembre 1916.
- "The Sixth Canvassar", The Century, enero 1916.
- "The Last Cartridge", McCall's, octubre 1922.
- "The Spring Flight", McCall's, junio 1924 – ganador del premio O. Henry Memorial en 1924.
- "The Irish Language", Everybody's Magazine, julio 1925.

### No-ficción[8]
- The Californiacs, A. M. Robertson, 1916 – un libro de viajes sobre California.
- The Native Son, A. M. Robertson, 1919 – un libro sobre California.
- The Story of the Women's Party, Harcourt, 1921; published as Up Hill With Banners Flying, Traversity Press, 1964 – una biografía del Partido Nacional de las Mujeres y una historia de las sufragistas.
- Angels and Amazons: A Hundred Years of American Women, Doubleday, 1933 – una colección de bocetos biográficos.
- Good Manners for Girls, Appleton-Century, 1937.
- "You Bet I Am!" (article), Woman's Day, octubre 1938.
- Adventures of Yesterday, General Microfilm, 1973 – una autobiografía.